# St. Leo (Florida)
St. Leo è un comune degli Stati Uniti d'America, situato nello Stato della Florida, nella contea di Pasco.